# Julião Neto
Julião Henriques Neto (Belém, 16 de agosto de 1981) é um pugilista brasileiro.
Foi um dos representantes do país nos Jogos Pan-americanos de 2011, em Guadalajara, no México. Também classificou para os Jogos Olímpicos de 2012, em Londres, onde foi eliminado na segunda luta.